# Francesco Longo (regista)
Francesco Longo (Poggiardo, gennaio 1931 – Roma, 27 marzo 1995) è stato uno sceneggiatore e regista italiano.

## Biografia
Iniziò a lavorare nel cinema come sceneggiatore nel 1962 con un film diretto da Renato Polselli e dalla fine degli anni '60 collaborò con Tinto Brass in tre suoi film. Nel 1975 scrisse il soggetto di Il gatto mammone per Nando Cicero e debuttò alla regia nel 1979 con Un'emozione in più con protagonista Mara Venier, che vinse un premio al Festival Internazionale del Cinema di San Sebastián. Due anni più tardi diresse l'opera seconda, ...e noi non faremo karakiri, sempre con protagonista Mara Venier. L'ultimo suo film diretto, La ballata di Eva del 1985, incentrato sul controverso tema della prostituzione minorile e del degrado nel Meridione, fu presentato in concorso al Festival di Annecy. I suoi film pur apprezzati dalla critica non hanno mai trovato spazi adeguati per raggiungere il grande pubblico. Muore all'età di 64 anni per una crisi d'ulcera gastrica mentre stava preparando un quarto film come regista.

## Filmografia

### Regista
- Un'emozione in più (1979)
- ...e noi non faremo karakiri (1981)
- La ballata di Eva (1985)

### Sceneggiatura
- Ultimatum alla vita, regia di Renato Polselli (1962)
- Col cuore in gola, regia di Tinto Brass (1966)
- L'urlo, regia di Tinto Brass (1968)
- Nerosubianco, regia di Tinto Brass (1969)
- Dropout, regia di Tinto Brass (1970) anche soggetto e aiuto regia
- Il gatto mammone, regia di Nando Cicero (1975) soggetto